# Brachyptera calabrica
Brachyptera calabrica is een steenvlieg uit de familie vroege steenvliegen (Taeniopterygidae). De wetenschappelijke naam van de soort is voor het eerst geldig gepubliceerd in 1953 door Aubert.